# Chuck Berry
Chuck Berry (Saint Louis, Missouri, 18 d'octubre de 1926 – Missouri, 18 de març de 2017) va ser un compositor, intèrpret i guitarrista afroamericà de rock and roll dels Estats Units. En la dècada dels anys 60, Berry va interpretar cançons com Roll Over Beethoven, Rock and Roll Music, Route 66 de Nat King Cole, Johnny B. Goode, i Maybellene. Va guanyar un Grammy el 1984. El 1989 va publicar la seva autobiografia.
Berry és a diverses de les llistes Els més grans de tots els temps de la revista Rolling Stone. El setembre de 2003, la revista el va situar en el sisè lloc de la seva llista dels 100 millors guitarristes de tots els temps. Al novembre, el seu àlbum recopilatori The Great Twenty-Eight va ocupar el lloc 21 de la Llista dels 500 millors discs de tots els temps segons Rolling Stone. El març de 2004, Berry va ocupar el cinquè lloc a la llista dels Immortals – Els 100 artistes més grans de tots els temps. El desembre de 2004, sis de les seves cançons es van incloure a la Llista de les 500 millors cançons de tots els temps segons Rolling Stone: Johnny B. Goode (#7), Maybellene (#18), Roll Over Beethoven  (#97),  Rock and Roll Music  (# 128),  Sweet Little Sixteen  (# 272) i  Brown Eyed Handsome Man  (# 374). El juny de 2008, la seva cançó Johnny B. Goode es va classificar en primer lloc a les 100 millors cançons de guitarra de tots els temps. El 2023, Rolling Stone va classificar Berry al número 96 de la seva llista dels 200 millors cantants de tots els temps.
| «                            | Tot i que no es pot dir que cap individu hagi inventat el rock and roll, Chuck Berry s'acosta més de qualsevol figura a ser qui va reunir totes les peces essencials. Va ser el seu geni particular empeltar tocs de guitarra country i occidental en un xassís de rhythm & blues en el seu primer senzill, Maybellene. | » |
| — Rock and Roll Hall of Fame | |   |

## Biografia
Charles Edward Anderson Berry va néixer el 18 d'octubre de 1926 al 2.520 de Goode Avenue (actualment Annie Malone Drive) a St. Louis. La seva mare, Martha, era professora i el seu pare, Henry, contractista i diaca baptista. És el tercer de sis germans. Va estudiar a la Simmons Grade School i a la Sumner High School, aquesta última la primera escola de secundària per a negres de l'oest del Mississipi, on també estudiaria Tina Turner.
Berry havia estat tocant blues des de la seva adolescència i a principis de 1953, comença a guanyar-se un sou extra tocant a la Sir John's Trio una banda que actuava a un popular club de Saint Louis. Poc més tard aquesta banda canviaria el seu nom al de Chuck Berry Blego. A la ciutat només hi havia una altra banda que pogués competir amb la de Berry, la d'Ike Alterni, un altre famós guitarrista.
El 1955 comença la seva carrera cap a l'estrellat. Apareix a quatre pel·lícules. Al maig, viatja a Chicago on coneix Muddy Waters qui li suggereix que entri en contacte amb la Chess Records. Signat el contracte, va llançar al setembre d'aquest mateix any Maybellene. A la fi del mes de juny de 1956, la seva cançó Roll Over Beethoven arribaria al lloc 29. A la tardor de 1957, Berry, els Everly Brothers, Buddy Holly i altres puixants estrelles de l'incipient rock and roll es van ajuntar per a tocar en gira pels Estats Units.
Al desembre de 1959, Berry tenia problemes legals després que contractés una apatxe menor d'edat, que va conèixer a Mèxic, per a treballar al club Bandstand de la seva propietat a Saint Louis. Van arrestar la noia acusada de prostitució i a Berry el van acusar de tràfic de menors per a propòsits sexuals. Va ser condemnat a pagar una multa de 5.000 dòlar i a cinc anys de presó. Va sortir el 1963
Ja als anys 70 Berry va viatjar durant molts anys amb l'única companyia de la seva guitarra Gibson, segur que anés on anés podria trobar una banda que conegués la seva música i a la qual podria contractar.
Després de viatjar pels circuits de velles glòries dels anys 1970, Berry tornava a tenir problemes amb la llei el 1979. Poc després d'actuar a la Casa Blanca per a Carter, el van culpar d'evasió d'impostos. Va Ser condemnat a quatre mesos de presó i a 1.000 hores de servei a la comunitat mitjançant concerts benèfics.
Al final dels anys 70, Berry continuava regularment amb la seva carrera, tocant tant als Estats Units com a l'altre costat de l'oceà. Un dimecres de cada mes, actuava al Blueberry Hill, un bar restaurant de Delmar Loop, un barri de Saint Louis.
A finals dels anys 1980, Berry va obrir un restaurant a Wentzville, Missouri, al que va anomenar The Southern Air. També posseeix un terreny a Wentzville anomenat Berry Park, on durant molts estius, Berry va fer concerts de rock. El va tancar eventualment al públic a causa del comportament tumultuós de molts assistents.
El documental 'Hail! Hail! Rock 'n' Roll' tracta sobre ell i un concert que va fer el 1987 al costat de Keith Richards, Eric Clapton, i Julian Lennon, entre d'altres. Berry tornaria a ser tema d'atenció a principi dels anys 90 pel seu pretès voyeurisme a les cambres de bany femenines de la seva llar i restaurant.
Tenia un caràcter difícil i sovint hostil. En una ocasió tirà de l'escenari a l'ínclit Keith Richards quan aquest pujà per sorpresa a tocar amb el seu ídol; en una altra ocasió ambdós van arribar a les mans a un camerino. No obstant això no es pot negar que la seva figura sigui una de les més influents en la música rock…

### Mort
El 18 de març de 2017 els serveis d'emergències i la policia de la població de St. Charles, a Missouri van rebre l'alerta per emergència sanitària a les 12:40 hora local (les 18:40 hora peninsular espanyola). El guitarrista estava inconscient a la seva casa del carrer Buckner. Els serveis d'emergència van intentar reanimar-lo però al final va acabar morint. La mort fou certificada finalment a les 13:26 hora local (19.26 hora peninsular espanyola).

## Influències
Pioner del rock and roll, Berry va tenir una influència significativa tant en el desenvolupament de la música com en l'actitud associada a l'estil de vida de la música rock. Amb cançons com Maybellene (1955), Roll Over Beethoven (1956), Rock and Roll Music (1957) i Johnny B. Goode (1958), Berry va perfeccionar i desenvolupar el rhythm and blues amb els elements que van fer que el rock and roll sigui distintiu, amb lletres amb l'objectiu d'atraure amb èxit al mercat dels primers adolescents mitjançant descripcions gràfiques i humorístiques de balls adolescents, cotxes ràpids, vida de secundària i cultura de consum, i utilitzant solos de guitarra i exhibició que tindria una gran influència en la música rock posterior. Així Berry, el compositor, segons el crític Jon Pareles, va inventar el rock com "una música de desitjos adolescents complerts i bons moments (fins i tot amb policies a la recerca). Berry va aportar tres coses a la música rock: una arrogància irresistible, un focus en el riff de guitarra com a element melòdic principal i un èmfasi en l'escriptura de cançons com a narració. Els seus discos són un ric magatzem dels components lírics, espectaculars i musicals essencials del rock and roll. A més dels Beatles i els Rolling Stones, un gran nombre d'intèrprets importants de música popular han gravat cançons de Berry. Tot i que no ha aconseguit tècnicament, el seu estil de guitarra és distintiu: va incorporar efectes electrònics per imitar el so dels guitarristes de blues coll d'ampolla i va aprofitar la influència de guitarristes com Carl Hogan i T-Bone Walker per produir un so clar i emocionant que molts guitarristes posteriors reconeixerien com una influència en el seu propi estil. L'exhibició de Berry ha influït en altres guitarristes de rock, particularment la seva rutina de salt amb una cama, i el duck walk, que va utilitzar per primera vegada quan era nen i caminava ajupit amb els genolls flexionats, però amb l'esquena i el cap verticals sota una taula per recuperar una pilota i la seva família ho va trobar entretingut; el va utilitzar quan actuava a Nova York per primera vegada i algun periodista el va titllar de passeig d'ànec.
Com a pioner del rock and roll, Chuck Berry va influir significativament en altres músics com Ritchie Valens, Bill Haley, Little Richard, Mike Laure, i Buddy Holly.
Quan Keith Richards el va introduir en el Hall of Fame, va dir: «És difícil per a mi presentar a Berry, perquè sempre he picat el que ell tocava!». John Lennon, altre devot de Berry, va manllevar un vers de la cançó de Berry You can't catch me per a la seva cançó Come together i va ser demandat posteriorment pels administradors de Berry. Angus Young de AC/DC, qui ha citat Berry com una de les seves influències més grans, és famós per imitar sobre els escenaris el caminar d'ànec ('duckwalk') de Berry.
Mentre es discuteix sobre qui va realitzar el primer enregistrament del rock and roll, els primers enregistraments de Berry, inclosa Maybellene (1955) van sintetitzar el seu estil, combinant el blues i la música country amb temes lírics sobre noies i cotxes, amb una dicció impecable acompanyada d'originals solos de guitarra elèctrica. Berry també utilitzaria el popular èxit que arribaria al boogie per a les seves composicions de rock and roll.
La majoria dels seus enregistraments més importants els va fer amb la Chess Records acompanyat del pianista Johnnie Johnson de la seva pròpia banda, del llegendari productor de discos Willie Dixon al sota, de Fred Below a la bateria i ell mateix a la guitarra.
El productor Leonard Chess recordava lacònicament: «Li vaig dir a Chuck que li donaria l'èxit més gran. Coneixen la resta de la història? Els nois volien l'èxit, els cotxes i enamorar-se. Aquesta era la tendència i nosaltres saltem sobre ella».
Clive Anderson va escriure per al recopilatori Chuck Berry— Poet of Rock 'n' Roll: Mentre Elvis era un noi de poble que cantava en certa manera com un negre... Chuck Berry proporcionava el mirall on la imatge de la música country va ser filtrada amb la sensibilitat del R&B.
Les influències musicals de Berry van incloure a Nat King Cole, Louis Jordan i Muddy Waters, el cantant i guitarrista que va presentar a Berry a Leonard Chess en la Chess Records.
Al llarg de la seva carrera Berry va gravar balades com Havana Moon i blues com Wee Wee Hours, però fou el seu propi i nou estil qui el va conduir a la fama. Va gravar més de 30 grans èxits i les seves composicions han estat cantades per centenars d'artistes del blues, del country i del rock and roll.
El crític de rock Robert Christgau considera que Berry és «el més gran dels rock and rollers», i John Lennon va dir, «si intentes donar-li un altre nom al rock and roll, pots anomenar-lo 'Chuck Berry'». Ted Nugent va dir: « Si no coneixes cada toc de Chuck Berry, no pots tocar la guitarra rock». Bob Dylan va anomenar Berry el Shakespeare del rock 'n' roll. Bruce Springsteen va tuitejar: «Chuck Berry va ser el millor practicant del rock, el guitarrista i el millor escriptor de rock 'n' roll pur que hagi viscut mai».
Quan se li va preguntar què va provocar l'explosió de la popularitat del rock 'n roll que va tenir lloc als anys 50, amb ell i un grapat d'altres, principalment ell, Berry va dir: «Bé, en realitat comencen a escoltar-lo, ja ho veus, perquè determinades emissores reproduïen determinada música. La música que tocàvem nosaltres, els negres, les cultures estaven tan allunyades que hauríem de tenir una play station per poder-la tocar. Les cultures comencen a unir-se, i comenceu a veure's la vena de la vida dels altres, després la música es va unir».

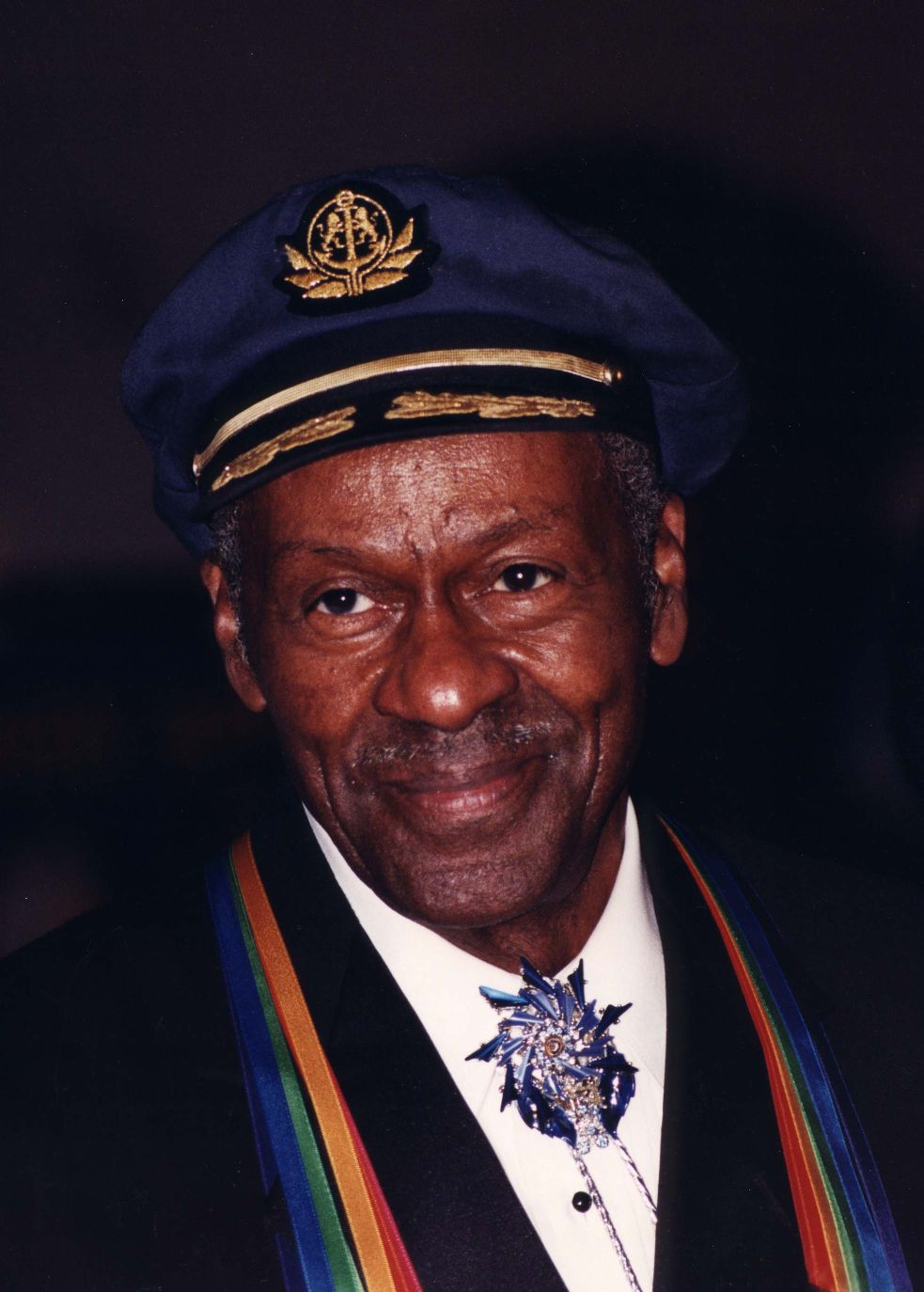
Chuck Berry amb els honors del Kennedy Center, 2000

Entre els honors que va rebre Berry es trobaven el premi Grammy a l'èxit de la vida el 1984 i els Kennedy Center Honors el 2000 Va ser el setè classificat a la llista de 2009 de la revista Time dels 10 millors guitarristes elèctrics de tots els temps. El 14 de maig de 2002, Berry va ser guardonada com una de les primeres icones de l'IMC a la 50a edició dels BMI Pop Awards. Se li va lliurar el premi juntament amb els afiliats de BMI Bo Diddley i Little Richard. L'agost de 2014, Berry va ser guardonat amb el Polar Music Prize.

## Les seves cançons
A continuació s'indiquen les cançons que són considerades com autèntics himnes del rock and roll: 
- Johnny B. Goode - La biografia d'un noi de poble que podia «tocar una guitarra com si toqués una campana». Va ser triada com un dels assoliments més grans de la humanitat dintre de la col·lecció d'obres culturals que es van enviar a la Voyager I i és considerada com la millor cançó amb guitarra de la història.[28] La cançó també va sonar a la pel·lícula Retorn al futur.
- Rock and Roll Music - Una de les primeres versions que van gravar els Beatles.
- Sweet Little Sixteen - Amb un toc de lirisme, es convertiria en un èxit en mans dels Beach Boys.
- Roll Over Beethoven
- School Days - La tornada Hail! Hail! Rock and Roll, va ser pres com a títol d'un documental musical organitzat per Keith Richards en tribut a Chuck.
- Let It Rock- Una fantasia dels treballadors de ferrocarrils, escrita sota el pseudònim d'I. Anderson.

Entre els seus nombrosos èxits es poden destacar els següents: 
- Maybellene - Va ser un dels dos temes amb els quals es va presentar a la Chess Records i el que cridaria l'atenció de Leonard Chess. Es tracta d'una adaptació a ritme de boogie woggie del tema country de Bob Wills Ida Red. Impulsada pel famós locutor Alan Freed, arribaria al capdamunt de les llistes de música negra i s'escoltaria àmpliament a les emissores blanques. Arribaria al lloc 5 de la revista musical Billboard. Tracta sobre una carrera de cotxes entre joves.
- Too Much Monkey Business - Comenta les actituds dels adolescents. Va inspirar Bob Dylan en la seva cançó Subterranean Homesick Blues.
- Brown Eyed Handsome Man - Tracta sobre les actituds racistes dels adults, arrested on charges of unemployment (arrestat per no tenir treball).
- Back in the U.S.A. - Inspiraria els Beatles a Back in the USSR.
- No Particular Place To Go - Cotxes, noies i frustració.
- Memphis - Una dolça història. Lonnie Mack i Johnny Rivers van començar les seves carreres amb aquesta cançó
- My Ding-a-Ling - El seu únic número u.
- Run Rudolph Run - La seva cançó nadalenca.

Entre els seus tributs al blues: 
- Confessing the Blues - Amb la famosa banda de jazz de Jay McShann.
- Merry Christmas, Baby - Original de Charles Brown
- Route 66 - Escrita per Bobby Troup i originalment presentada per Nat King Cole, és considerada com un tema de Berry.
- Things I Used to Do

Les seves cançons han estat recopilades en àlbums com: 
- The Great Twenty-Eight - Àlbum definitiu dels grans èxits de Berry.